# Pauline Gower
Pauline Mary de Peauly Gower, poročena Pauline Fahie, britanska pilotka in pisateljica, vodja ženske asistenčne letalske službe ATA med 2. svetovno vojno, * 1910, † 1947.
Gowerjeva je bila hčerka poslanca Sira Roberta Gowerja. Prvič je letela z Alanom Cobhamom, od tedaj je bila za letenje navdušena. Avgusta 1931 je ustanovila društvo ljubiteljev letenja in letalsko taksi službo v Kentu. Poleg letenja je tudi pisala za časnika Girl's Own Paper in Chatterbox ter leta 1934 izdala zbirko poezije, "Piffling Poems for Pilots" ("Čenčaste pesmi za pilote"). Kot pisateljica je vzpostavila stik z angleškim pilotom in piscem pustolovskih zgodb W. E. Johnsom, ki je svoj lik Worrals osnoval na Gowerjevi in Amy Johnson. 
Leta 1938 je napredovala na položaj komisarke civilne obrambe v Londonu. Isto leto je izšlo njeno delo "Women with Wings" ("Ženske s krili"). Ob izbruhu 2. svetovne vojne je Gowerjeva izkoristila očetove prvovrstne zveze in predlagala ustanovitev ženske sekcije v novi asistenčni letalski službi Air Transport Auxiliary, ki je bila pristojna za transport vojaških letal iz tovarn na bojna polja, obnovo poškodovanih letal in shranitev vojaških enot po skladiščih. 
Gowerjeva je postala predstojnica ženske sekcije in je začela z izbiranjem in preizkusi ženskih pilotk, prvih osem pilotk je ATA vpoklicala 1. januarja 1940. Med prvimi članicami sekcije sta bili tudi mednarodna hokejska igralka Mona Friedlander in bivša balerina Rona Rees. Kasneje sta se sekciji pridružili še Amy Johnson in hčerka doxforškega vikonta Walterja Runcimana Margaret Fairweather. Gowerjeva je za svoje zasluge prejela Red britanskega imperija, leto 1950 pa je posthumno prejela nagrado Harmon Trophy. 
Gowerjeva se je poročila z vojaškim poveljnikom Billom Fahiejem leta 1944. Umrla je leta 1947, ko je najprej doma rodila dvojčka, nato pa se je njeno stanje drastično poslabšalo. Umrla je v bolnišnici. 